# Lewant hiszpański

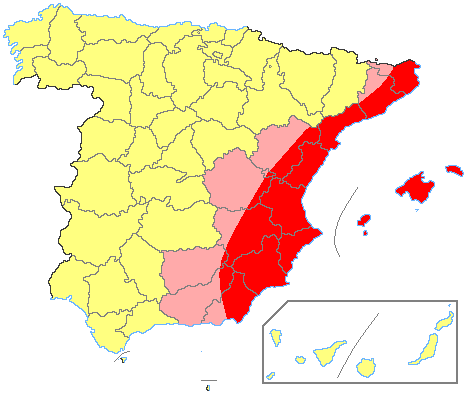
Lewant hiszpański

Lewant hiszpański – umowna nazwa wschodniej części hiszpańskiego wybrzeża śródziemnomorskiego. Do Lewantu zalicza się zwykle nadmorskie prowincje Katalonii (Tarragonę, Barcelonę i Gironę) wspólnoty autonomiczne Walencji i Murcji oraz andaluzyjską prowincję Almería i wschodnie rejony Aragonii i Kastylii La Manchy.
Lewant to termin, którego używa się w nawiązaniu do pewnych cech wspólnych tego terenu, takich jak społeczność czy klimat.
Hiszpańska nazwa Levante pochodzi od czasownika levantar (podnosić). Kiedy najważniejszym ekonomicznie miastem Hiszpanii była Sewilla nazwy Levante używano wobec leżących na wschód od niej terenów dzisiejszych prowincji Almería, Alicante i Murcja, gdyż to nad nimi słońce se levanta (podnosi się). Z czasem Lewantem zaczęto nazywać coraz większy obszar, aż w końcu nazwa przyjęła się dla całej wschodniej części Hiszpanii.